# Lope de Vega (schrijver)

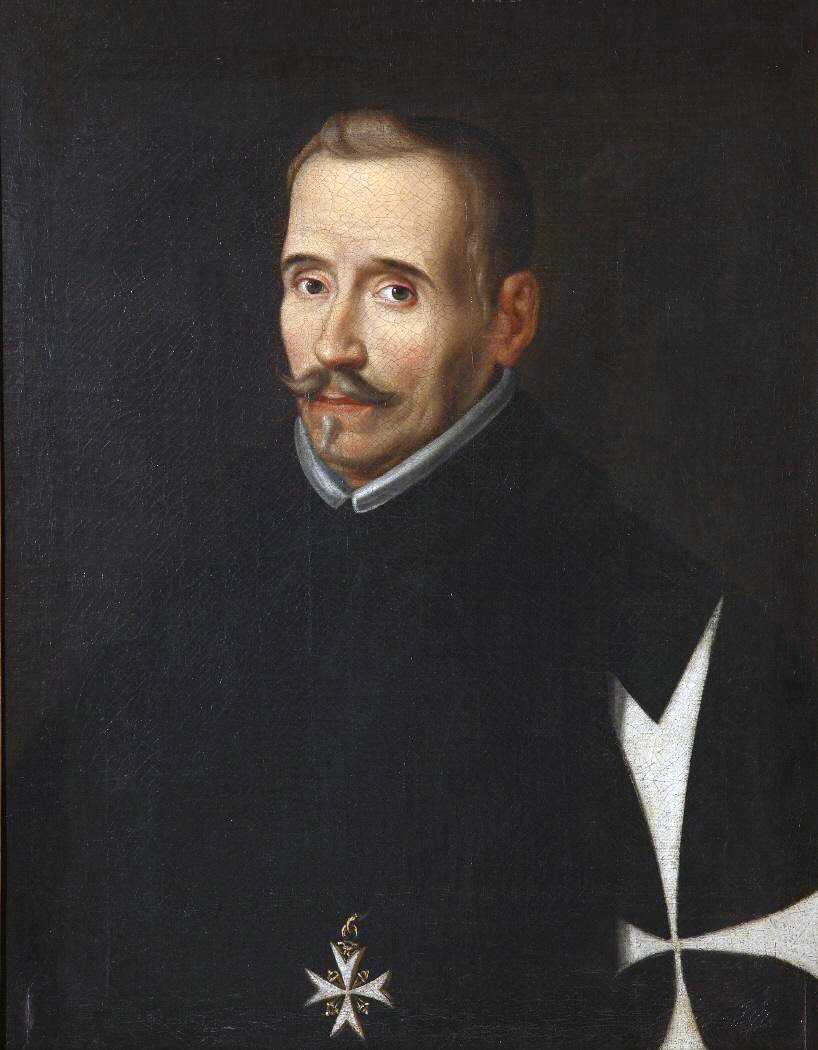
Lope de Vega

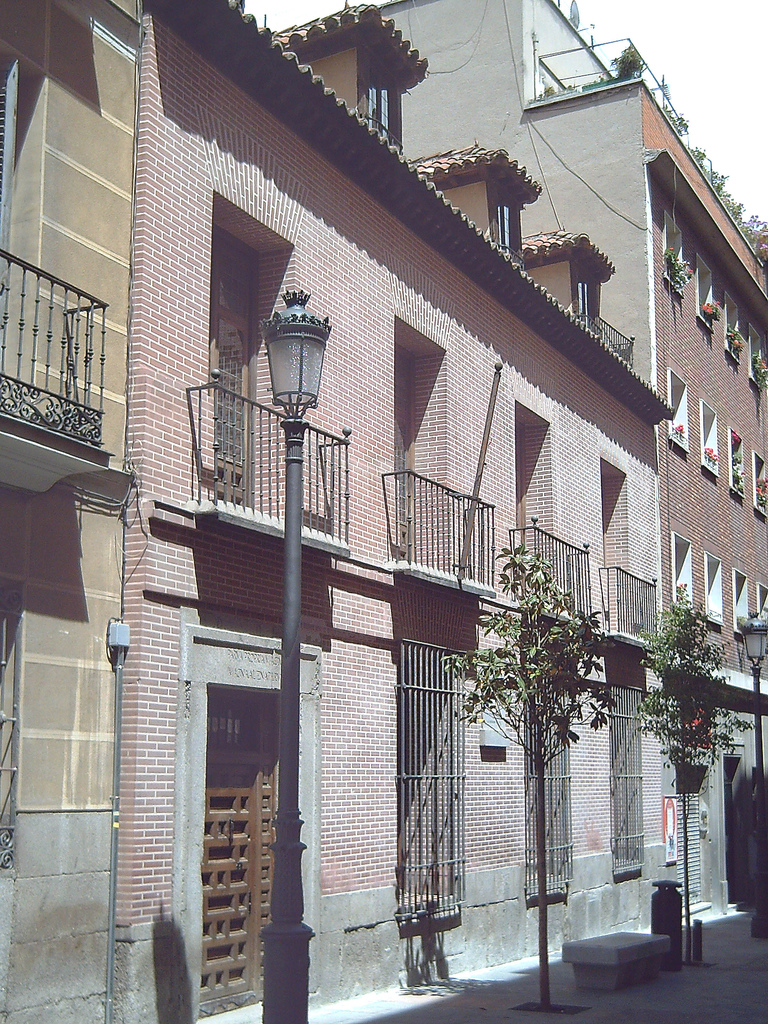
Het huis in Madrid waar Lope de Vega van 1610 tot zijn dood in 1635 woonde, nu een museum

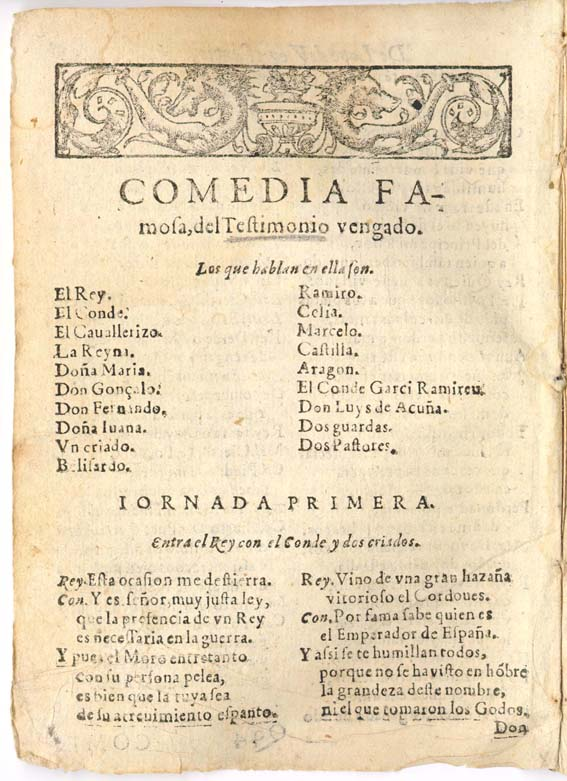
Titelpagina van een komedie geschreven door Lope de Vega

Lope de Vega Carpio (Madrid, 25 november 1562 – aldaar, 27 augustus 1635), later zich noemende Lope Félix, was een Spaanse toneelschrijver en dichter.
Lope de Vega wordt gezien als de belangrijkste schrijver van de Spaanse barok na Cervantes. Hij schreef naar schatting 1800 komedies, waarvan zo'n 425 nog bestaan. Daarnaast produceerde hij een lange reeks andere dramatische en poëtische werken, waaronder 3000 sonnetten, vaak geïnspireerd door zijn vele stormachtige liefdesaffaires.

## Biografie
Lope de Vega was al tijdens zijn leven een enorm populaire schrijver. Es de Lope ("het is van Lope") was in zijn tijd een gevleugelde uitdrukking voor iets dat heel goed werd geacht. Na zijn dood schreven zo'n tweehonderd auteurs eulogieën voor hem. Paus Urbanus VIII benoemde hem in 1627 tot doctor in de theologie en ridder in de Orde van Malta.
Hij was afkomstig uit een eenvoudige familie die vanuit Cantabrië naar Madrid was gekomen. Hij bleek als kind al snel zeer intelligent; zo kon hij op vijfjarige leeftijd al Spaans en Latijn lezen, was als 10-jarige bezig met het vertalen van Latijnse poëzie en schreef zijn eerste toneelstuk twee jaar later. Lope de Vega was een leerling aan een jezuïetenschool in Madrid en studeerde vervolgens van 1577 tot 1581 aan de Universiteit van Alcalá in Alcalá de Henares. Hij beëindigde zijn studie echter zonder diploma en besloot af te zien van zijn plan om priester te worden. In plaats daarvan sloot hij zich aan bij de Spaanse vloot en nam deel aan de Zeeslag bij Terceira in 1582.
Bij zijn terugkeer naar Madrid wijdde Lope de Vega zich aan het schrijven van toneelstukken en begon een relatie met de actrice Elena Osorio. Toen zij hem na zo'n vijf jaar verliet voor een andere man, werd hij als straf voor verbale aanvallen op Elena en haar familie in de gevangenis gegooid en voor acht jaar verbannen van het hof en voor twee jaar uit Castilië. Lope de Vega vertrok uit Madrid samen met de 16-jarige Isabel de Alderete y Urbina, dochter van een adviseur van koning Filips II, en trad op 10 mei 1588 met haar in het huwelijk.
Enkele weken na zijn huwelijk keerde hij weer terug naar de Spaanse vloot en nam deel aan de poging van de Spaanse Armada om in 1588 England binnen te vallen. Lope Vega diende aan boord van de San Juan, een van de weinige schepen die terugkeerden van de mislukte invasie.
Lope de Vega woonde met Isabel in Valencia tot 1590, toen hij naar Toledo vertrok om de secretaris van de vijfde hertog van Alba te worden. Toen Isabel in 1595 stierf keerde hij in terug naar Madrid. In 1598 trouwde hij met Juana de Guardo, maar onderhield daarnaast veel stormachtige affaires.
In de eerste tien jaar van de 17e eeuw stond Lope de Vega op het hoogtepunt van zijn literaire carrière. In 1609 verscheen zijn artistieke manifesto Arte nuevo de hacer comedias en este tiempo. Hierna werd hij getroffen door een aantal tragedies, waaronder de dood van zijn zoon Carlos Félix en de dood van zijn tweede vrouw Juana in 1612. Lope de Vega's werk kreeg een steeds sterker religieus karakter, en in 1614 werd hij alsnog priester, hoewel hij daarnaast nog steeds relaties met verschillende vrouwen onderhield, waarvan Marta de Nevares de belangrijkste was.
Ook de laatste jaren werd zijn leven gekenmerkt door een opeenvolging van tragedies. Marta werd blind in 1626 en verloor twee jaren later haar verstand. Zijn dochter Amarilis stierf in 1632 en zijn zoon Lope, tevens dichter, verdronk in 1635 toen zijn schip voor de kust van Venezuela zonk. In augustus van dat jaar stierf Lope de Vega aan krentenbaard.

## Werken
Een selectie van werken geschreven door Lope de Vega:

### Toneelstukken
- El maestro de danzar (1594)
- El acero de Madrid
- El perro del Hortelano
- La viuda valenciana
- Peribáñez y el comendador de Ocaña
- Fuente Ovejuna
- El anzuelo de Fenisa
- El cordobés valeroso Pedro Carbonero
- El mejor alcalde, el Rey
- El asalto de Mastrique, por el príncipe de Parma (1614), over het Beleg van Maastricht (1579)
- El caballero de Olmedo
- La dama boba
- El amor enamorado
- El castigo sin venganza
- Las bizarrías de Belisa
- Barlán y Josafá, toneelbewerking van Barlaam en Josaphat

### Poëzie
- La Dragontea (1598)
- El Isidro (1599)
- La hermosura de Angélica (1602)
- Rimas (1602)
- Arte nuevo de hacer comedias (1609)
- Jerusalén conquistada (1609)
- Rimas sacras (1614)
- La Gatomaquia (1634)
- Rimas humanas y divinas del licenciado Tomé de Burguillos (1634)

### Proza
- La Arcadia (1598)

- Bibsys: 90648457
- Biblioteca Nacional de Chile: 000036231
- Biblioteca Nacional de España: XX1719671
- Bibliothèque nationale de France: cb11927819k (data)
- Catàleg d'autoritats de noms i títols de Catalunya: 981058521642906706
- CiNii: DA00282092
- Digitale Bibliotheek voor de Nederlandse Letteren: lope001
- Gemeinsame Normdatei: 118626353
- International Standard Name Identifier: 0000 0001 2102 9775
- Library of Congress Control Number: n79040104
- Nationale Bibliotheek van Letland: 000035092
- MusicBrainz: 6fa232d8-bbe1-425b-865c-c822fa3714ee
- Bibliotheek van het Japanse parlement: 00526993
- Nationale Bibliotheek van Tsjechië: jn19981002314
- Nationale bibliotheek van Australië: 35963389
- Nationale Bibliotheek van Israël: 987007269408805171
- Nationale Bibliotheek van Polen: a0000001184599
- Nationale en Universitaire bibliotheek Zagreb: 000004335
- Nederlandse Thesaurus van Auteursnamen: 069030472
- Russische Staatsbibliotheek: 000081471
- Istituto Centrale per il Catalogo Unico: CFIV049435
- LIBRIS: 200341
- SNAC: w6mc955x
- Système universitaire de documentation: 027179206
- Trove: 1165177
- Virtual International Authority File: 89773778
- WorldCat: E39PBJyt4w9WvjQQbGXFTV97HC